# 赫內盧沙河
赫內盧沙河（烏克蘭語：Гнилуша）是烏克蘭的河流，位於該國東部，流經頓涅茨克州和哈爾科夫州，屬於薩馬拉河的左支流，河道全長31公里，流域面積218平方公里。